# Likódhimon Óros
Likódhimon Óros är ett berg i Grekland.   Det ligger i regionen Peloponnesos, i den södra delen av landet, 200 km sydväst om huvudstaden Aten. Toppen på Likódhimon Óros är 769 meter över havet.
Terrängen runt Likódhimon Óros är huvudsakligen kuperad. Runt Likódhimon Óros är det ganska glesbefolkat, med 36 invånare per kvadratkilometer. Närmaste större samhälle är Pylos, 13,6 km väster om Likódhimon Óros. 